# Тофаларский язык
Тофала́рский язы́к — язык тофаларов, тюркского народа, проживающего на территории трёх сельских поселений — Тофаларского, Нерхинского и Верхнегутарского, которые входят в состав Нижнеудинского района Иркутской области. Численность говорящих на тофаларском языке — 93 чел. (2010, перепись) из 775 тофаларов.

## Таёжный ареал саянской группы
К таёжному ареалу саянской группы тюркских языков, помимо тофаларского, принадлежат северо-восточный (тоджинский) и юго-восточный диалекты тувинского языка (Тоджинский, Пий-Хемский кожууны Тувы) и сойотско-цатанский язык, распадающийся на сойотский (Бурятия), цатанский и уйгуро-урянхайский идиомы (Монголия) — последние три трактуются то как диалекты одного языка, то как три близкородственных языка; цатанский и уйгуро-урянхайский максимально близки между собой.

## Лингвогеография
Носители тофаларского языка проживают в селах Алагджер, Нерха и Верхняя Гутара Нижнеудинского района Иркутской области. Существуют некоторые фонетические и лексические различия в речи тофаларов из разных сёл. Жители Верхней Гутары произносят -й вместо -ғ на конце слов (суй вместо суғ — «вода»), также в селе иной хакасский тип губной гармонии гласных, в отличие от тувинского типа в других сёлах (қолым вместо қолум — «моя рука»). Многие различия между говорами сгладились, можно говорить об однородности тофаларского языка.

## Лингвистическая характеристика
В тофаларском языке 30 гласных звуков, из них 10 краткие. У каждой гласной также есть долгий и фарингализованный варианты. Именно наличие последних отличает тофаларский от большинства других тюркских языков. 
Согласных звуков в языке 27. Отличительной чертой является фонематическое противопоставление сильных и слабых согласных. Сильные всегда глухие, слабые могут быть и звонкими, и глухими.
Тофаларский относится к языкам агглютинативно-аналитического строя. Морфология носит общетюркский характер. Словообразование происходит по средством добавления аффиксов (араhачы — «пьяница», араhа — «водка») или с помощью сложения слов (чер-суғ — «страна, родина», чер — «земля», суғ — «вода»).
Синтаксически язык сохранил древнетюркский тип: союзы практически отсутствуют, а вместо придаточных предложений употребляются деепричастные и причастные обороты. Существуют основной, родительный, винительный и дательно-направительный, местно-временной (hамда — «у шамана»), исходный (қаптан — «из мешка»), частный (көктэ қаъқ — «накоси травы») и продольный (бо уғша — «в этом направлении») падежи. 
В тофаларском языке существует предупредительное, или опасительное, наклонение, выражающие предостережение, опасение. Зачастую данную форму сопровождают междометия hөй! и hалақ!  (аҷынды hалақ — «как бы он не рассердился»).
Основная часть лексики имеет тюркское происхождение. Отмечается большое количество заимствований из средневекового монгольского языка (насын — «возраст, прожитая жизнь») и бурятских диалектов (үрəə — «трёхлетний конь»). Также в тофаларском сохранились слова самодийского, кетского и тунгусо-манчжурского происхождения (күспер — «корова»). Наблюдается значительное количество архаичных словоформ, восходящих к древнеуйгурскому языку (сылтыс — «корень»), также некоторые слова не претерпели упрощения, нежели в родственном тофаларскому тувинском языке (тоф. сеъhес, тув. сес, рус. восемь). На данном этапе основным источником заимствований является русский язык (видроо — «ведро»). Также в языке есть лексемы, не имеющие параллелей ни с тюркскими, ни с монгольскими языками. Они описывают специфичные реалии жизни тофаларов (қоълhу — «сруб на пнях для захоронения», күълтүс — «место в тайге, где под мхом имеется рыхлый слой, состоящий из корешков и перегноя, под которым есть глубокая расщелина, наполненная водой»). Для описания медведя существует масса иносказательных слов (чер өғлуғ аӊ — «зверь с земляным домом», қаттаар аң — «зверь, собирающий ягоды», қызар — «мясо медведя (буквально краснеющее)»), что свидетельствует о культе данного животного у тофаларов.

## Письменность
До 1988 года тофаларский язык не имел письменности, и в трудах исследователей для записи тофаларских текстов использовалось фонетическое письмо на основе латинской и русской графики. Так, Валентин Рассадин, ставший позже автором тофаларского алфавита, в 1978 году в работе «Морфология тофаларского языка в сравнительном освещении» для транскрипции тофаларских слов принял весь русский алфавит с добавлением дополнительных знаков һ, ӈ, ө, ү, ә, i. В основу транскрипции лёг фонематический принцип с элементами морфологического, фактически перенятый при создании официальной письменности, принятой в 1988 году со следующим алфавитом:
| А а | Б б | В в | Г г | Ғ ғ | Д д | Е е | Ә ә |
| Ё ё | Ж ж | З з | И и | I i | Й й | К к | Қ қ |
| Л л | М м | Н н | Ң ң | О о | Ө ө | П п | Р р |
| С с | Т т | У у | Ү ү | Ф ф | Х х | Һ һ | Ц ц |
| Ч ч | Ӌ ӌ | Ш ш | Щ щ | Ъ ъ | Ы ы | Ь ь | Э э |
| Ю ю | Я я |     |     |     |     |     |     |

Отсутствие дополнительных знаков в наборных и компьютерных шрифтах приводило к тому, что в 1980—1990-х годах при издании тофаларских текстов для набора использовался русский алфавит, а необходимые элементы других букв и даже отдельные буквы перед печатью тиража подрисовывались вручную.
В настоящее время процесс становления тофаларской письменности продолжается. Согласно «Словарю тофаларско-русскому и русско-тофаларскому» 2005 года издания, в нынешнем виде алфавит имеет 41 букву и выглядит следующим образом:
| А а | Б б | В в | Г г | Ғ ғ | Д д | Е е | Ё ё |
| Ж ж | З з | И и | i   | Й й | К к | Ӄ ӄ | Һ һ |
| Л л | М м | Н н | ӈ   | О о | Ө ө | П п | Р р |
| С с | Т т | У у | Ү ү | Ф ф | Х х | Ч ч |     |
| Ш ш | Щ щ | ъ   | Ы ы | ь   | Э э | ә   | Ю ю |
| Я я |     |     |     |     |     |     |     |

## Пример текста
Ниже представлена молитва об удачной охоте на медведя:
| Тофаларский язык: | Русский язык: |
| Чер өғлуғ, неңгес сыстықтығ Көътүрүп увас, көруп танывас Чүмесин аэтқан блаа даг hаэрhаннар Чер өғлуғ чүмесин аэтып берген | Милостливые боги-горы отдали нечто, Имеющее земляной дом и меховую подушку, Нечто, невозможное поднять и узнать, Отдали нечто, имеющие земляной дом |

## Функционирование языка
Язык коренного малочисленного народа России. По данным специалистов, только 3 человека могут свободно говорить по-тофаларски на любые темы. Передача языка детям полностью отсутствует. Тофаларский преподаётся во всех трёх поселковых школах, однако только до 4 класса. В 2020 году некоммерческая организация «Образование 360» при поддержке ДВФУ создала обучающую программу с технологией виртуальной реальности «VR-азбука тофаларского языка».